# 6e cérémonie des Utah Film Critics Association Awards
La 6e cérémonie des Utah Film Critics Association Awards, décernés par la Utah Film Critics Association, a eu lieu le 23 décembre 2010, et a récompensé les films réalisés dans l'année.

## Palmarès

### Meilleur film
(ex æquo)
- 127 heures (127 Hours)
- The Social Network
  - Inception
  - Toy Story 3
  - True Grit

### Meilleur réalisateur
(ex æquo)
- David Fincher pour The Social Network
- Christopher Nolan pour Inception
  - Danny Boyle pour 127 heures (127 Hours)
  - Joel et Ethan Coen pour True Grit
  - Edgar Wright pour Scott Pilgrim (Scott Pilgrim vs. the World)

### Meilleur acteur
- James Franco pour le rôle d'Aron Ralston dans 127 heures (127 Hours)
  - Jeff Bridges pour le rôle de Marshal Reuben J. Cogburn dans True Grit
  - Jesse Eisenberg pour le rôle de Mark Zuckerberg dans The Social Network
  - Colin Firth pour le rôle du roi George VI dans Le Discours d'un roi (The King's Speech)
  - Ryan Gosling pour le rôle de Dean dans Blue Valentine

### Meilleure actrice
- Natalie Portman pour le rôle de Nina dans Black Swan
  - Nicole Kidman pour le rôle de Becca Corbett dans Rabbit Hole
  - Jennifer Lawrence pour le rôle de Ree Dolly dans Winter's Bone
  - Hailee Steinfeld pour le rôle de Mattie Ross dans True Grit
  - Michelle Williams pour le rôle de Cindy dans Blue Valentine

### Meilleur acteur dans un second rôle
- Christian Bale pour le rôle de Dickie Eklund dans Fighter (The Fighter)
  - Andrew Garfield pour le rôle d'Eduardo Saverin dans The Social Network
  - John Hawkes pour le rôle de Teardrop dans Winter's Bone
  - Sam Rockwell pour le rôle de Kenny Waters dans Conviction
  - Geoffrey Rush pour le rôle de Lionel Logue dans Le Discours d'un roi (The King's Speech)

### Meilleure actrice dans un second rôle
- Jacki Weaver pour le rôle de Janine "Smurf" Cody dans Animal Kingdom
  - Amy Adams pour le rôle de Charlene Fleming dans Fighter (The Fighter)
  - Melissa Leo pour le rôle d'Alice dans Fighter (The Fighter)
  - Lesley Manville pour le rôle de Mary dans Another Year
  - Mila Kunis pour le rôle de Lilly dans Black Swan

### Meilleur scénario
- The Social Network – Aaron Sorkin
  - Inception – Christopher Nolan
  - Scott Pilgrim (Scott Pilgrim vs. the World) – Michael Bacall et Edgar Wright
  - True Grit – Joel et Ethan Coen
  - Winter's Bone – Debra Granik et Anne Rosellini

### Meilleure photographie
- 127 heures (127 Hours)
  - Black Swan
  - Inception
  - Shutter Island
  - True Grit

### Meilleur film en langue étrangère
(ex æquo)
- Micmacs à tire-larigot •  France
- Un prophète •  France  Italie
  - Biutiful •  Mexique  Espagne
  - Millénium (Män som hatar kvinnor) •  Suède
  - Terribly Happy (Frygtelig lykkelig) •  Danemark

### Meilleur film d'animation
- Toy Story 3
  - Dragons (How To Train Your Dragon)
  - L'Illusionniste
  - Raiponce (Tangled)
  - Megamind

### Meilleur film documentaire
- Catfish
  - Joan Rivers: A Piece of Work
  - The Tillman Story
  - Waiting for "Superman"
  - Faites le mur ! (Exit Through the Gift Shop)